# Nyctiophylax adaequatus
Nyctiophylax adaequatus là một loài Trichoptera trong họ Polycentropodidae. Chúng phân bố ở miền Cổ bắc.